# Rondeletia paucinervis
Rondeletia paucinervis är en måreväxtart som beskrevs av Ignatz Urban och Erik Leonard Ekman. Rondeletia paucinervis ingår i släktet Rondeletia och familjen måreväxter. Inga underarter finns listade i Catalogue of Life.